# 즈보니미르 얀코
즈보니미르 얀코(크로아티아어: Zvonimir Janko, 1932–2022)는 크로아티아의 수학자이다. 유한군론에 기여하였다. 26개의 산재(sporadic) 유한단순군 가운데 4개의 얀코 군(영어: Janko group) {\displaystyle J_{1}}, {\displaystyle J_{2}}, {\displaystyle J_{3}}, {\displaystyle J_{4}}의 존재를 추측하였다.

## 생애
벨로바르에서 태어났고, 자그레브 대학교에서 1960년에 박사 학위를 받았다. 오늘날 보스니아 헤르체고비나에 있는 시로키브리예그의 한 고등학교에서 물리학을 가르치다가, 나중에 자그레브 대학교, 하이델베르크 대학교, 모나시 대학교, 오스트레일리아 국립 대학교 등에서 수학을 가르쳤다.